# Prix Constantin
 (octobre 2015).
Si vous disposez d'ouvrages ou d'articles de référence ou si vous connaissez des sites web de qualité traitant du thème abordé ici, merci de compléter l'article en donnant les références utiles à sa vérifiabilité et en les liant à la section « Notes et références ».
Le prix Constantin (du nom de Philippe Constantin) récompense chaque année l'album d'un artiste révélé au cours de l'année. Il a été créé en 2002 pour tenter, à l'instar du Mercury Music Prize britannique ou le prix de musique Polaris canadien, de mettre en lumière des artistes moins médiatisés (« des talents d’aujourd’hui et de demain »). Il est donc ouvert aux artistes (ou groupes) n'ayant jamais été disque d'or, à l'exception de l'album proposé. Tous les albums produits en France durant l'année écoulée (entre le 1er juillet et le 30 juin) sont recevables, sans restriction sur la nationalité ou la langue d'expression des chansons. Les dix artistes sélectionnés sont annoncés au mois de septembre, le vainqueur en novembre.
Il est attribué par un jury présidé par un artiste et regroupant des représentants de la presse écrite, de la radio, de la télévision, et des disquaires. Le prix représente une maquette de Polikarpov, avion militaire soviétique.
Après une édition 2011 contestée (l'artiste Selah Sue étant considérée par certains comme étant déjà confirmée), l'organisateur annonce qu'il n'y aura pas de prix Constantin en 2012. Le Prix n'a depuis plus été remis.